# Dendrorchis
Dendrorchis là một chi thực vật có hoa trong họ Lan.